# 程海镇
程海镇，是中华人民共和国云南省丽江市永胜县下辖的一个乡镇级行政单位。

## 行政区划
程海镇下辖以下地区：
星湖村、季官村、马军村、东湖村、河口村、凤羽村、潘莨村、吉福村、兴仁村、兴义村、海腰村和莨峨村。